# Багай (озеро)
Багай (Бугай) (каз. Багай) — озеро в Сарыкольском районе Костанайской области Казахстана. Находится в 2 км к юго-востоку от села Барвиновка и в 9 км к северо-востоку от села Ермаковка.
По данным топографической съёмки 1944 года, площадь поверхности озера составляет 3,97 км². Наибольшая длина озера — 3,1 км, наибольшая ширина — 1,9 км. Длина береговой линии составляет 8,7 км, развитие береговой линии — 1,22. Озеро расположено на высоте 199,9 м над уровнем моря.